# Virginia Verónica
Virginia Verónica (Verónica Virginia Flores; * 2. April 1970 in Buenos Aires) ist eine argentinische Tangosängerin.

## Leben
Verónica begann ihre Laufbahn in der Show Tango X 2 der Tänzer Miguel Ángel Zotto und Milena Plebs unter der musikalischen Leitung von Daniel Binelli und Fernando Suárez Paz. Sie trat in der Show am Teatro Municipal General San Martín und bei einer Zeremonie zu Ehren des Prinzen Felipe de Borbon im Teatro Nacional Cervantes auf. Später nahm sie Unterricht in Gesangstechnik bei Juan Manuel Miró vom Teatro Colón.
1992 trat sie beim Sender Canal 7 in Néstor Marconis Show El gran debut auf, danach auch in Lionel Godoys La noche con amigos und in Juan Carlos Marecos Los amigos del tango. Bei Marconi war sie später auch in der Show Tango 2000 zu Gast. Auftritte hatte sie auch im El Rincón de Los Artistas, im Café Tortoni und im Michelangelo. 1998 präsentierte sie ihre eigene Show Terapia tango mit Enrique Brocatto als musikalischem Leiter. Im gleichen Jahr erschien ihre erste CD Tangos con él (mit Enrique Brocatto).
1999 sang sie beim Kabelkanal Solo Tango und bei verschiedenen Radiostationen von Buenos Aires. Ihre Show Terapia tango präsentierte in dem von Ricardo Horvath geleiteten Programm Café, bar, billares und 2001 bei einer Tournee durch mehrere Städte Italiens.